# Kanszui vapiti
A kanszui vapiti (Cervus canadensis kansuensis) az emlősök (Mammalia) osztályának párosujjú patások (Artiodactyla) rendjébe, ezen belül a szarvasfélék (Cervidae) családjába tartozó vapiti (Cervus canadensis) egyik ázsiai alfaja.

## Előfordulása
A kanszui vapiti csak Kína Kanszu, Szecsuan, Ninghszia-Huj Autonóm Terület és Senhszi tartományaiban fordul elő.

## Rendszertana
A kanszui vapiti a MacNeill-vapitival, a kasmírszarvassal és a tibeti vapitival együtt alkotják a vapiti alfajok legdélibb csoportját.